# A klana Indiana
A klana Indiana (hochdeutsch „Ein kleiner Indianer“) war eine österreichische Popband, die sich aus den Mitgliedern Klaus Biedermann, Claus Marcus und Christian Seitz zusammensetzte. Mit eher einfachen und teilweise derben Texten sowie eingängigen Melodien landeten die drei unter anderem zwei Nummer-eins-Hits in Österreich.

## Bandgeschichte
Im Jahr 1998 erschien mit A klana Indiana die erste Single der Band und erreichte auf Anhieb Platz 1 in Österreich. In Deutschland erreichte die Single 2005 als Uiii, tuat des weh! Rang 71 der Charts.
1999 konnte die Band mit Uiii, is des bled an den Erfolg der vorigen Single anknüpfen und wiederum Platz 1 in Österreich einnehmen. Ebenfalls 1999 erschien die Single Twist No. Sex (angelehnt an Mambo No. 5 von Lou Bega), die Platz 3 in Österreich erreichte. Ski Heil … is des geil! erschien 1999 und war die vierte Single der Band und belegte Platz 12 in Österreich.
1999 erschien das Album Jetzt muss es raus, das Platz 9 der österreichischen Charts belegte.

## Diskografie

### Alben
- 1999: Jetzt muss es raus

### Singles
- 1998: A klana Indiana (In Deutschland auch als Uiii, tuat des weh! bekannt.)
- 1999: Uiii, is des bled!
- 1999: Twist No. Sex
- 1999: Ski Heil … is des geil!
- 2001: Wer jetzt net hupft … is schwul!